# Survivre (Prison Break)
Pour les articles homonymes, voir Survivre.
Survivre est le quarante-cinquième épisode du feuilleton télévisé Prison Break, c'est le premier épisode de la troisième saison dont les 17 premières minutes étaient disponibles avant sa sortie officielle. "Orientación" (le titre original) est un mot espagnol voulant dire Orientation (dans ce cas, il signifie plutôt Visite Guidée).

## Résumé
Michael découvre l'univers de Sona, la prison panaméenne dans laquelle lui-même, Mahone, Bellick et T-Bag ont été enfermés. Ce pénitencier est géré par les détenus, les gardiens se tiennent hors des murs d'enceinte et ne surveillent que le périmètre de la prison.
Pendant ce temps, à Panamá, Lincoln tente de convaincre l'ambassade américaine de l'aider à faire transférer son frère vers une prison plus hospitalière, tout en recherchant Sara.

## Informations complémentaires
Michael arrive dans la soirée du 16 juin 2005 à Sona puis l'épisode se poursuit le 17 juin.

### Culture
- Entre les minutes 37 min 27 s et 38 min 30 s de l'épisode, la version instrumentale du générique français de la série, créé par Faf Larage, intitulé Pas le temps, est diffusée en fond sonore.

### Erreurs
- Dans la version française, lorsque Michael parle à Mahone, il mentionne « la Compagnie » pour parler du regroupement de multinationales qui conspire contre les frères depuis la saison 1 ; or, s'il est effectivement nommé « The Company » dans la version originale, le regroupement a été traduit par Cartel en France.

### Divers
- Fernando Sucre, un des personnages récurrents des deux premières saisons, n'apparait pas dans cet épisode ;
- Les entre-scènes sont désormais un mouvement de caméra à travers Sona, la végétation d'une forêt, puis une plage, rappelant l'environemment panaméen où se déroule l'action de cette troisième saison.

## Audience et accueil critique
Cet épisode de Prison Break a attiré 7.91 millions de téléspectateurs, il s'agit de la plus basse audience qu'ait connu un premier épisode d'une saison pour cette série,